# Agnieszka Truskolaska

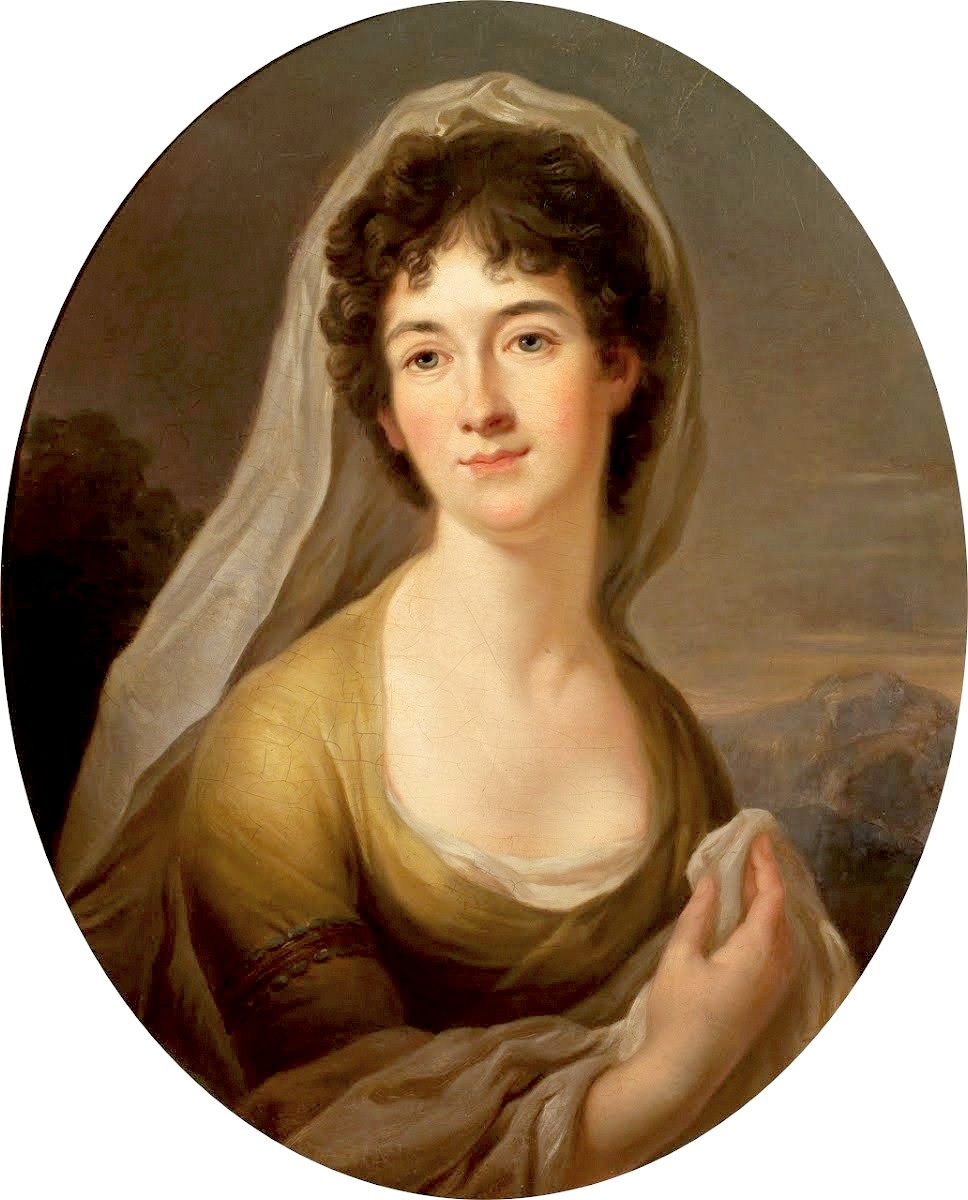
Agnieszka Truskolaska

Agnieszka Marianna Truskolaska, född Marunowska 1755 i Warszawa, död 30 november 1831 i Warszawa, var en polsk skådespelare, operasångerska och teaterdirektör, aktiv 1774–1819. Hon tillhörde de mest berömda i sitt fack i Polen under sin karriär. 
Hon tillhörde en aktörsfamilj och var syster till skådespelaren Teofila Marunowska. Som alla skådespelare i Polen under denna tid hade hon ingen egentlig utbildning i skådespeleri utan lärde sig av erfarenhet: hon var analfabet, men kunde snabbt förkovra sig i den då moderna franska stilen. Hon gifte sig 1770 med skådespelaren Tomasz Truskolaski (d. 1797), och blev mor till Józefa Ledóchowska. 
Agnieszka Truskolaska och hennes make engagerades 1774 vid nationalteatern i Warszawa, där hon efter sin kollega Julia Sikorskas död året därpå övertog de kvinnliga huvudrollerna i kärleksdramer. Hon blev nationalscenens stjärna som hjältinnor i borgerliga dramer, där hon gjorde stor succé. 1779 debuterade hon också som operasångerska. Hon var engagerad vid nationalscenen 1774–1780, 1786–1789, och 1792–1794. Däremellan var hon och maken aktiva i Lwów, Lublin och Grodno. 1780–1783, tillsammans med sin man och skådespelare Kazimierz Owsiński, organiserade hon den första teatern i Lwów. 1793 försökte Agnieszka Truskolaska med hjälp av sin beskyddare, kungens bror hertig K. Poniatowski, utmana Bogusławski om tjänsten som nationalteaterns direktör, men föll på publikens missnöje med förslaget. 
Efter 1794 var hon återigen aktiv med maken i ett eget teatersällskap i bland annat Poznań, Gdańsk och Łowicz. Vid makens död 1797 övertog hon ledarskapet för truppen. 1799 tvingades hon av ekonomiska skäl ingå kompanjonskap med Bogusławski och infoga sin trupp med hans, dvs nationalscenen. Under 1801 var hon direktör för nationalteaterns underavdelning i Kalisz. Hon avslutade sin karriär 1803 och lämnade då nationalteatern. Även senare gjorde hon dock enstaka gästuppträdanden, varav det sista nämns 1819.
Agnieszka Truskolaska betraktades som den största skådespelerskan i Polen under sin samtid, fick särskilt understöd för dn kungliga kassan och nämns frekvent i den tidens dagböcker och memoarer.